# NGC 2317
NGC 2317 este o galaxie situată în constelația Licornul. A fost descoperită în  de către William Parsons, 3rd Earl of Rosse⁠(d).